# Ottmar Breidling
Ottmar Antonius Breidling (* 15. Februar 1947 in Bremen) ist ein deutscher Jurist.

## Karriere
Breidling machte 1966 Abitur in Neuss. Das erste und zweite juristische Staatsexamen legte er in Düsseldorf ab. Breidling wirkte von 1976 bis 1978 als Richter auf Probe. 1979/1980 arbeitete er am Amtsgericht in Neuss und am Landgericht in Düsseldorf. 1978–1980 und 1983–1986 wurde er an das Bundesministerium der Justiz abgeordnet (Referate Jugendschutz bzw. Strafgesetzbuch / Strafverfahrensrecht). Von 1987 bis 1994 war er Richter am Oberlandesgericht Düsseldorf (3. und 5. Strafsenat) und 1994/95 am Brandenburgischen Oberlandesgericht. 1995–1996 war er an das Ministerium der Justiz und für Bundes- und Europaangelegenheiten des Landes Brandenburg abgeordnet. Seit dem 7. November 1996 wirkte er am OLG Düsseldorf als Vorsitzender Richter des 6. Strafsenats, der für Staatsschutzsachen und Terrorismus zuständig ist.
Zum 30. März 2012 trat er in den Ruhestand.
Nach seiner Pensionierung setzte er seine bundesweite Tätigkeit als Referent auf Fortbildungsveranstaltungen für Richter und Staatsanwälte zu den Themenbereichen "Bewältigung von Konfliktverteidigung" sowie "Management von Umfangsverfahren" fort. Von 2016 bis 2021 war Breidling als Ermittlungsbeauftragter für die NSU-Untersuchungsausschüsse der Landtage in Brandenburg, Sachsen und Mecklenburg-Vorpommern tätig.  

## Terroristenprozesse
Breidling gilt als einer der erfahrensten Richter in Sachen Terrorismus und politischer Extremismus in Deutschland.
Im Prozess gegen den linksgerichteten Terrorismus der Antiimperialistischen Zellen (AIZ) ließ Breidling Ende der 1990er-Jahre erstmals die satellitengestützte Überwachung von Verdächtigen per GPS als Ermittlungsmethode zu.
Als Vorsitzender des Staatsschutzsenats am Düsseldorfer Oberlandesgericht leitete er 2000 den Prozess gegen Metin Kaplan und 2005 gegen vier Angehörige der islamistischen Organisation al-Tawhid sowie gegen einen der beiden Kofferbomber. In der Öffentlichkeit bekannt wurde Breidling durch seine Kritik am Ausländerrecht und an der Asylpraxis.
Im mehr als eineinhalb Jahre dauernden Düsseldorfer Al-Qaida-Prozess hatte das Oberlandesgericht Düsseldorf al-Qaida als eine ausländische terroristische Vereinigung im Sinne des deutschen Strafgesetzes beurteilt und gegen die drei Angeklagten mehrjährige Gefängnisstrafen verhängt.
Bei dem am 22. April 2009 begonnenen Prozess gegen die sogenannten Sauerland-Gruppe, einer Zelle der Islamistischen Dschihad-Union, führte Breidling den Vorsitz. In seinem letzten großen Verfahren als Vorsitzender des OLG Düsseldorf wurden vier Mitglieder der tamilischen Terrororganisation „Liberation Tigers of Tamil Eelam“ zu mehrjährigen Freiheitsstrafen verurteilt.

## Persönliches
Breidling ist verheiratet und hat eine erwachsene Tochter.